# Khaddi Sagnia
Khadijatou Victoria Sagnia –conocida como Khaddi Sagnia– (Helsingborg, 20 de abril de 1994) es una deportista sueca que compite en atletismo. Ganó una medalla de bronce en el Campeonato Europeo de Atletismo en Pista Cubierta de 2021, en la prueba de salto de longitud.

## Palmarés internacional
| Campeonato Europeo en Pista Cubierta | Campeonato Europeo en Pista Cubierta | Campeonato Europeo en Pista Cubierta | Campeonato Europeo en Pista Cubierta |
| Año                                  | Lugar                                | Medalla                              | Prueba                               |
| ------------------------------------ | ------------------------------------ | ------------------------------------ | ------------------------------------ |
| 2021                                 | Toruń (Polonia)                      | Medalla de bronce                    | Salto de longitud                    |